# Walddörfer

Karte der hamburgischen Walddörfer von 1895

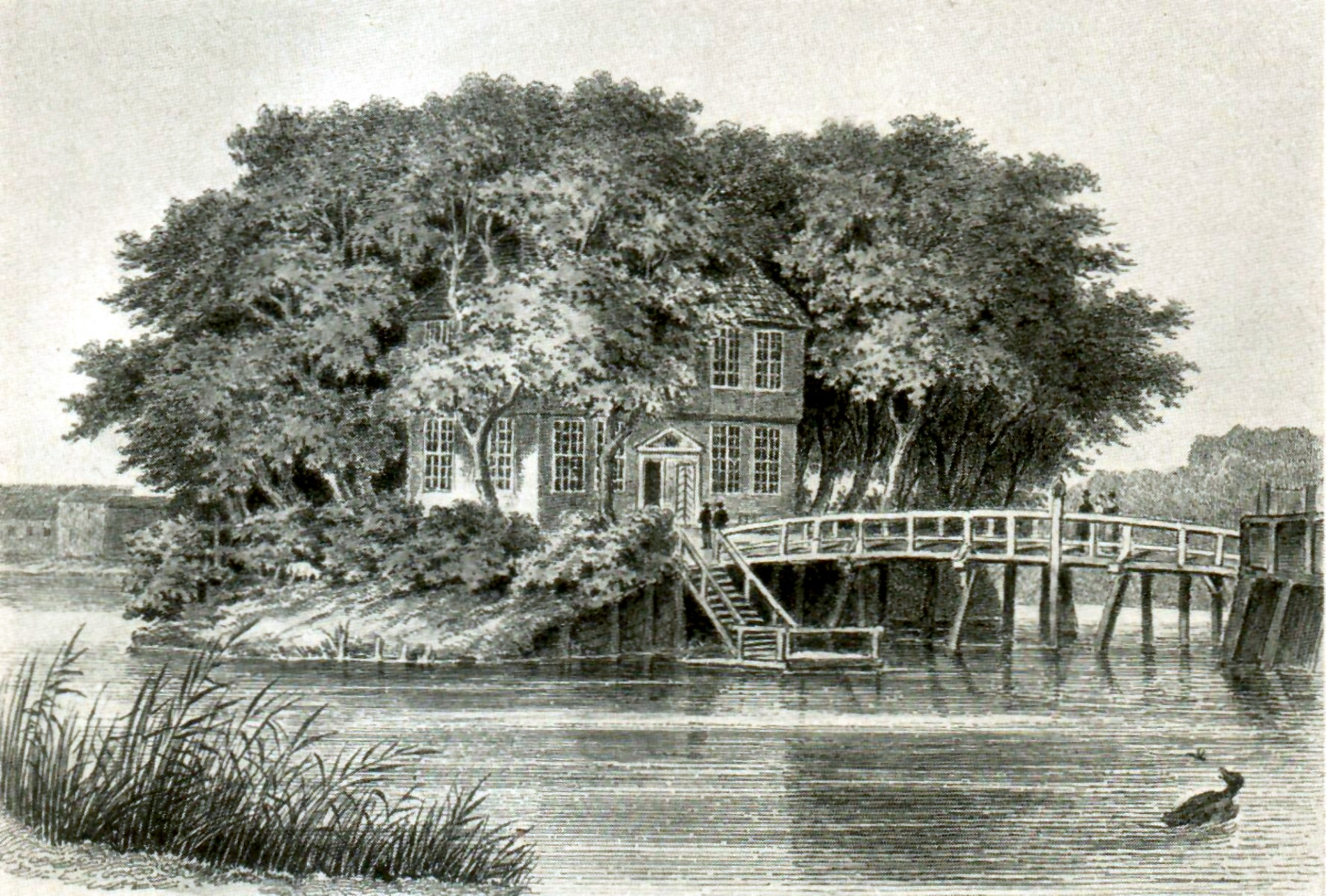
Das Wohldorfer Herrenhaus 1840, Lithografie nach einem Aquarell von Otto Speckter

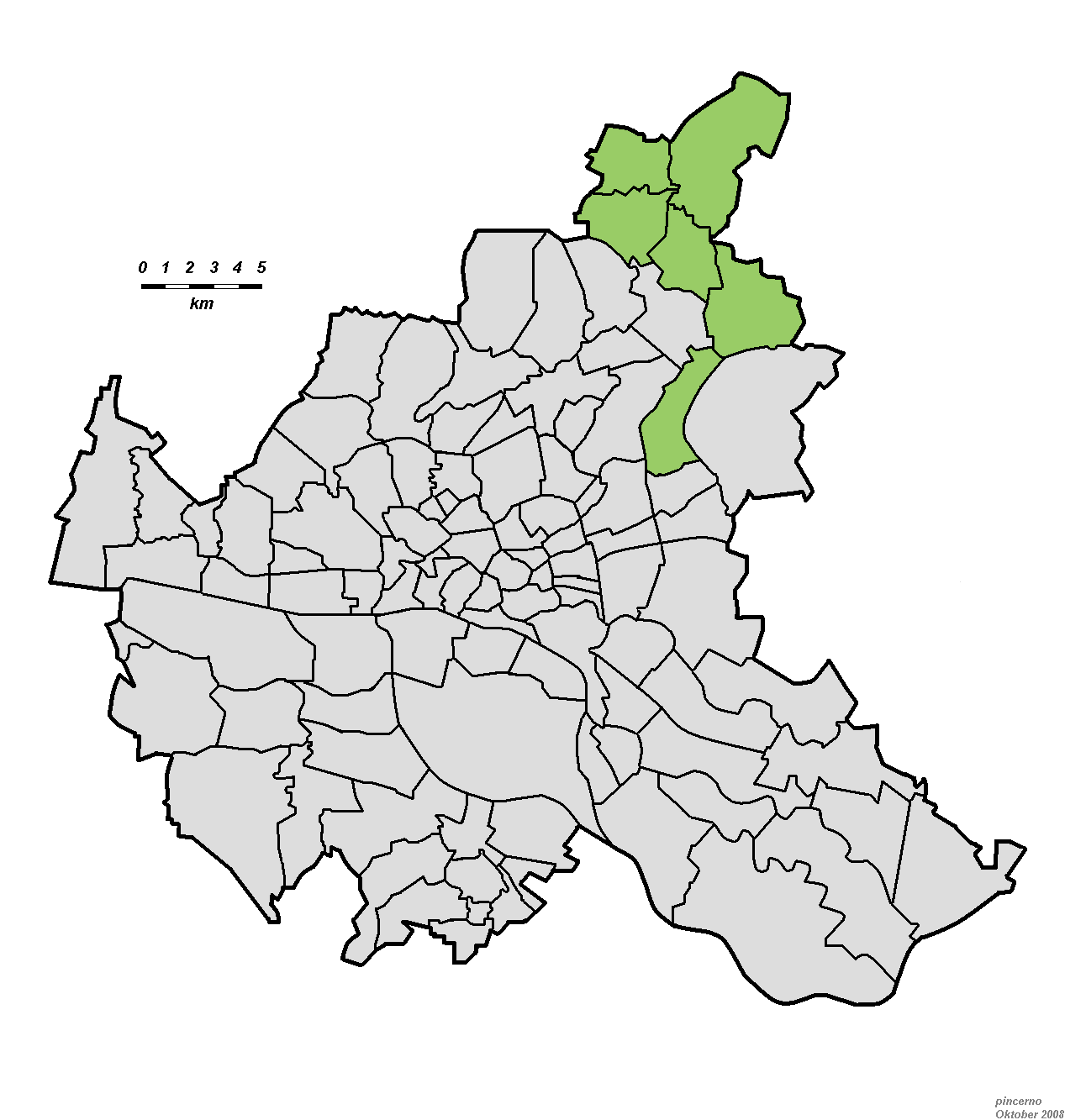
Ehemaliger Ortsamtsbereich Walddörfer (bis 2006)

Als Walddörfer werden mehrere Stadtteile im äußersten Nordosten Hamburgs bezeichnet, die zum Teil seit dem Spätmittelalter zu Hamburgs Territorium außerhalb der Stadtmauern gehören. Fünf von ihnen – Bergstedt, Duvenstedt, Lemsahl-Mellingstedt, Volksdorf und Wohldorf-Ohlstedt – bilden seit der letzten Verwaltungsreform 2011 einen eigenen Regionalbereich innerhalb des Bezirkes Wandsbek.

## Geschichte
Historisch bezog sich der Begriff Walddörfer auf Farmsen, Berne, Volksdorf und Wohldorf-Ohlstedt, die zusammen mit Groß-Hansdorf und Schmalenbeck im Verlauf des 14. bis 16. Jahrhunderts unter hamburgische Herrschaft gerieten und seitdem eine eigene Landherrenschaft innerhalb des hamburgischen Landgebietes bildeten. Zeitweise gehörte auch Hoisbüttel (bis 1803) dazu. Die Bezeichnung als Walddörfer entstand in Abgrenzung zu den benachbarten Rühmerdörfern (u. a. Alsterdorf, Bergstedt, Rahlstedt oder Sasel), die auf Rodungsflächen entstanden.
Der Besitz der waldreichen Gegend war für Hamburg von großer strategischer und wirtschaftlicher Bedeutung, weil Holz als Baumaterial für den Haus- und Schiffbau benötigt wurde. Die Verwaltung der Walddörfer oblag daher den sogenannten „Waldherren“. Zum Waldherrn wurde jeweils ein Senator aus dem Hamburger Rat ernannt. In dessen Namen wachten sie über den Erhalt der Waldbestände, trieben Steuern und Abgaben ein und übten die Gerichtsbarkeit über die Untertanen aus. Darin wurden sie von einem vor Ort residierenden Waldvogt, mehreren „Waldreitern“ und weiteren Beamten unterstützt; das Wohldorfer Herrenhaus diente den Waldherren bei ihren Besuchen als Amtssitz.
Seit 1918 verbindet die Walddörferbahn die damals noch weit außerhalb liegenden Orte mit dem hamburgischen Stadtgebiet (Barmbeck). Die Trasse wird heute zum größten Teil von der U-Bahn-Linie U1 genutzt, die ab Wandsbek-Gartenstadt über Wandsbek Markt in die Innenstadt führt. Bereits vor dem Ersten Weltkrieg gab es die elektrische Kleinbahn Alt-Rahlstedt–Volksdorf–Wohldorf, deren letzter Rest 1961 stillgelegt wurde.
Im Zuge des Groß-Hamburg-Gesetzes von 1937 kamen die vormals holsteinischen Gemeinden Bergstedt, Duvenstedt und Lemsahl-Mellingstedt neu zu Hamburg, während Großhansdorf und Schmalenbeck an Schleswig-Holstein übergingen.
Von 1943 bis 2006 bildeten Bergstedt, Duvenstedt, Lemsahl-Mellingstedt, Volksdorf und Wohldorf-Ohlstedt einen eigenen Ortsamtsbereich Walddörfer. Farmsen-Berne wurde erst 2003 nach der Auflösung der vorher zum Kerngebiet Wandsbek gehörenden Ortsdienststelle Farmsen-Berne in den bis dahin nur aus den übrigen fünf Stadtteilen bestehenden Ortsamtsbereich Walddörfer eingegliedert. Im Zuge der Bezirksverwaltungsreform 2006 wurde das Ortsamt aufgelöst; seitdem befindet sich nur noch ein Kundenzentrum (Meldeamt) des Bezirksamtes vor Ort.
Seit der letzten Neuordnung der Zuständigkeiten innerhalb des Bezirkes 2011 gehört Farmsen-Berne nunmehr zum neuen Regionalbereich Bramfeld und nicht mehr zu den Walddörfern.